# ジェイムス・ヘイブンス
ジェイムス・ヘイブンス（James Havens、1971年1月2日 - ）は愛知県を中心に活動するラジオDJ、ローカルタレント、歌手、実業家である。本名は、ハワード・ジェイムス・ヘイブンス（Howard James Havens）。神奈川県横須賀市出身。

## 来歴
父は元米海軍軍人。母は日本人。生まれて間もなく渡米し、7歳までテネシー州やバージニア州で過ごす。
その後、10歳までを日本で過ごし、再び10歳から13歳までフロリダ州に滞在。その後、両親は離婚。
1989年に横須賀米軍基地内のアメリカンスクール（ナイル・キニックハイスクール）を卒業した後、日産自動車の関連企業へ入社。
3年後に同社を退社し、英会話教師やトラック運転手をしながら多数のオーディションを受ける。1993年10月、開局したばかりのZIP-FM「ミュージックナビゲーター」（ZIP-FMにおけるDJの呼称）としてデビューを果たす。
デビュー後は名古屋市内に転居し、現在は名古屋市天白区在住。
2001年、生放送番組「J-FORCE」で 「第39回ギャラクシー賞」の奨励賞を受賞。
2009年4月に自身の不適切発言により半年間はZIP-FMでの活動を自粛。半年後に復帰するもそれまでのメインとしていた愛知県以外にも関東・関西にある放送局での仕事も行うようになった。また2010年からは、愛知では初めてZIP-FM以外の放送局で仕事を受け持つようになった。名古屋市千種区四谷通に自身が経営するバー「Stingray」があり、カウンターにも立つ（後に閉店）。
2018年9月27日、「スペシャル オリンピックス愛知県大会」にて応援団長にも任命されている他、2021年4月5日には、2020年東京オリンピック聖火リレーの公募に当選し、愛知県・一宮市でランナーを務めた。
2022年3月31日、ZIP-FMとの出演契約終了。開局当初から28年半在籍し続けたミュージックナビゲーターは彼1人だけであった。
2022年3月22日、自身のライブにて放送局「Heart FM」を開局準備中であることを発表した。周波数は79.5MHz（予定）で、かつて存在したRADIO-i、並びにInterFM NAGOYA→Radio NEOの周波数割当を継承することを狙っていると発言した。
2022年7月28日、在日ラジオ局経営者として日本国籍が必要であることを理由に、日本国政府（法務省）へ帰化申請を提出した。
2022年11月23日、放送局の認可申請は予想以上に時間が掛かるとのことで、翌年3月から「HeartFM」という名称でのネット配信を開始することを発表。引き続き同業他社の妨害によって確保が出来なかった電波塔の選定などを進めるとも発言。
2022年12月28日、株式会社Heart FMが設立。自身は当時まだ前述の国籍変更が完了していなかった為、代表取締役社長には自身の知人で出資者でもある株式会社エネテクホールディングス社長の吉田祐介が就任した。
2023年1月2日、自身52歳の誕生日からクラウドファンディングを開始。目標金額は1,500万円で、3万円以上の出資は開局パーティーへの参加権利なと特典を用意。
2023年9月20日、日本への帰化手続きが完了し、正式に日本国籍となった。

## 人物エピソードなど
- 芸名の「ジェイムス・ヘイブンス」とファーストネームを入れていないのは、デビュー前の勤務先に「ハワード」と名乗る中東系の同僚社員がいたが、当時の湾岸戦争が原因で個人的な嫌悪感から名乗るのが嫌になったとラジオ番組内で発言している。
- 本人から婚姻歴は無いと発言しているが、複数のパートナーとの間に認知した子供がいる。子供たちを想った歌の作成や彼のSNSへの登場も見られる。また子供たちにはアメリカ国籍を取得させており、成人になった際に国籍選択をさせたいと発言している。
- 車バイクも趣味の一つで、アメリカ製を好んでいる。自動車ではコルベット、バイクはハーレーダビッドソンを所有。ファンイベントなどで披露している他、ナンバーを所属ラジオ局の周波数と同じにしているため、街中で発見されやすいとも発言している。なお彼が経営していたバーボンバー「Stingray」は愛車から取ったものである。
- 船舶免許も保持しており、名古屋市内に小型ボートを停泊させている。SNSなどで家族知人との花火鑑賞などのシーンを投稿している。
- 自身のラジオ番組スポンサーは、自らが営業渉外して獲得した企業ばかりであり、CMへの出演やオリジナル楽曲の挿入といった総合プロデュースも行っている。2020年4月には個人事務所兼制作会社として「STUDIO JANDEC」（スタジオジャンデック）も設立した。
- 東海三県の政財界にも人脈があると発言し、河村たかし（衆議院議員、元名古屋市長）とはプライベートでも会食を行っている場面をSNSへ投稿している。またラジオ番組スポンサー企業の経営者とも深い交流を結んでおり、個人SNS内で無償宣伝を行っているシーンが見られる。
- 藤田医科大学病院では、個人的なボランティア活動としてクリスマス時期にサンタクロースの仮装をして慰問をしている。また自身の健康診断についても、当病院で毎年受診をしていると発言している。

## 出演

### ラジオ番組
現在（Heart FM）
- MORNING BEAT（2023年3月22日 - 2024年2月29日、2024年3月22日 - ）平日 7:00 - 9:00
- POWER HOUR（2023年3月22日 - 2024年2月29日、2024年3月22日 - ）平日 18:00 - 19:00

過去（ZIP-FM）
- ZIP MORNING BUZZ（1993年9月 - 1998年3月）
- ZIP CIRCUIT WAVE
- J.A.M. 1-5（1997年4月 -1998年3月）
- ZIP RADIO PLANET（1998年4月 - 2000年3月）
- WHAT'S HAPPENING
- J-FORCE R.E.D.（2000年4月 - 2001年3月）
- HOT MISSION 77.8（2000年4月 - 2002年3月）
- J-FORCE MUSIC MAGIC（2001年4月 - 2002年3月）
- CYBER J-FORCE （インターネットラジオ番組）
- ZONE 3（日曜日担当）（2002年4月 - 2004年3月）
- MIDDAY FRIDAY（2004年4月 - 2005年3月）
- J-FRIDAY（2005年4月 - 2009年3月）
- POWER HOUR（2011年4月 - 2012年3月）
- J-MIX（2009年6月 - 2013年3月）
- GOLDEN Z（2013年3月 - 2016年3月）
- J-BREAK（2016年4月 - 2022年3月31日）

過去（ZIP-FM以外）
- RADIO J-ACK （NACK5、2009年4月 - 2010年3月 土曜 25:00 - 29:00）
- James In Your Pocket （モバHO! Mobile 401）
- ジェイムスのきいてNIGHT  （ラジオ関西、2009年10月 - 2010年3月 金曜 20:00 - 20:30 → 2010年4月 - 2010年6月 水曜 24:00 - 24:30 → 2010年7月 - 2011年3月 木曜 26:30 - 27:00）
- ジェイムスのWEEKSTARTER! （CBCラジオ、2012年4月 - 2013年3月 日曜 24:00 - 24:30）
- ジェイムスのやるときはやるJ! （東海ラジオ放送、2010年4月 - 2014年9月 土曜 18:00 - 19:00）
- シャベリ屋水曜！（RADIO LOVEAT、2015年10月 - 2016年9月 水曜 15:00 - 16:50）

### テレビ番組
- THE Hit Man （中京テレビ、1995年10月17日 - 1998年3月31日）

### CM
出演および製作CM
- 平成観光 - 東海地方を中心に店舗を構えるパチンコ店。テレビCM・ラジオCM双方に出演しており、テレビCMでは1人で何役もの登場人物を演じている。
- 協和自動車 - 名古屋市の中古車ディーラー。ジェイムス本人が出演する以前からスタジオ・ジャンデックがサウンドロゴを製作していた。過去には神戸浩を起用したバージョンもあった。
- エコリーフ - 名古屋市の太陽光発電システムなどを設置する会社。
- スヴェンソン　-　自身も薄毛対策を理由に着用していると公表している。
- 愛知ダイハツ　-　CMソングを作詞作曲している。現在はHeartFM内で視聴可能。

## ディスコグラフィ
なお全て自主制作で廃盤扱いであるため入手や視聴は困難である。

### アルバム
- JANDEC（1995年12月1日）
- HERE FOR YOU（1997年6月21日）
- RUN TOGETHER ZIP-FM 6th ANNIVERSARY（1999年9月29日）
ZIP-FM開局6周年記念
- ZIP-FM 7th ANNIVERSARY“RED HOT ZIP”～ZIP HOT 100（2000年10月4日）
ZIP-FM開局7周年記念
- JAMES HAVENS BEST IN ZIP-CITY（2003年4月25日）
- NAGOYA REGGAE（2004年8月13日）
JAMES feat.NAHKI、KO.MA.CHI名義
- ZIP-FM BALLADS COLLECTION CELEBRITY LOVE（2005年1月26日）
- THANK YOU FOR SAVING MY LIFE（2005年10月20日）
「日本臓器移植ネットワーク」応援ソング
- JAMES HAVENS BACK IN ZIP-CITY（2008年7月15日）
- LOVE IN ZIP-CITY（2014年2月14日）
ZIP-FM開局20周年記念
- 4EVA IN ZIP-CITY（2018年10月）
ZIP-FM開局25周年記念

### 配信
- いつでもそばに…（2019年8月8日）
「日本アレルギー学会」応援ソング